# Флос
Флос (нім. Floß) — громада в Німеччині, розташована в землі Баварія. Підпорядковується адміністративному округу Верхній Пфальц. Входить до складу району Нойштадт-ан-дер-Вальднааб.
Площа — 54,41 км2. Населення становить 3393 ос. (станом на 31 грудня 2020).